# Adriaan Arie Schuit

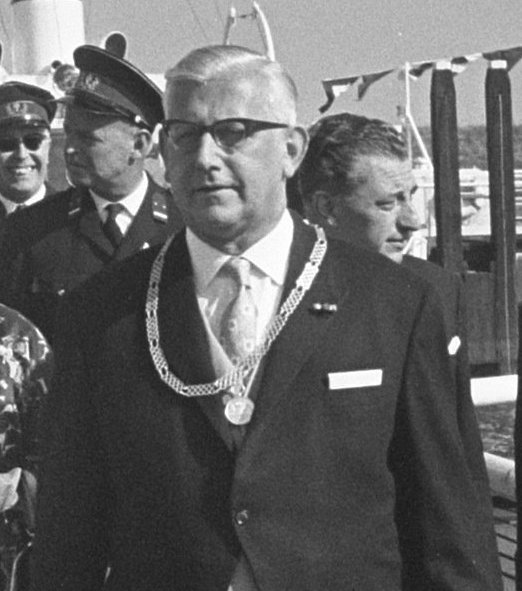
Burgemeester A.A. Schuit (1964)

Adriaan Arie Schuit (Colijnsplaat, 24 december 1907 – Arnhem, 13 december 1986) was een Nederlands politicus van de PvdA.
Hij werd geboren als zoon van Adriaan Schuit (1870-1940) en Maria Hollestelle (1874-1952). In 1932 werd hij de waarnemend gemeentesecretaris van Colijnsplaat, begin 1933 kreeg hij dezelfde functie bij de gemeente Kortgene en niet lang daarna was hij daar de gemeentesecretaris. In 1937 volgde zijn benoeming tot burgemeester van die gemeente. Vanaf 1940 was hij tevens waarnemend burgemeester van de gemeenten Kats en Colijnsplaat die beide in 1941 opgingen in de gemeente Kortgene. Schuit werd midden 1943 ontslagen waarna Kortgene een NSB-burgemeester kreeg. Na de bevrijding in 1944 keerde Schuit terug als burgemeester van Kortgene en daarnaast was hij ongeveer een half jaar waarnemend burgemeester van Wissenkerke. In 1953 kreeg hij te maken met de Watersnoodramp met veel doden en schade in Kortgene nadat de dijk het begeven had. Van 1958 tot 1962 was hij bovendien lid van de Provinciale Staten van Zeeland. Begin 1965 was er een strafrechtelijk onderzoek tegen hem vanwege vermeende dubbele/onjuiste declaraties en het verlenen van een bouwvergunning voor zijn woning waarna de bouwtekeningen werden aangepast om het duidelijk luxueuzer uit te voeren. Schuit werd geschorst, later door de rechtbank vrijgesproken voor de declaraties maar aan hem werd wel een boete opgelegd vanwege de bouwvergunning. Later dat jaar werd hem ontslag verleend als burgemeester. Schuit overleed in 1986 op 78-jarige leeftijd.